# لی تائه-هوان
لی تائه-هوان (انگلیسی: Lee Tae-hwan؛ زادهٔ ۲۱ فوریهٔ ۱۹۹۵) خواننده، بازیگر تلویزیون، و بازیگر اهل کره جنوبی است. وی از سال ۲۰۱۳ میلادی تاکنون مشغول فعالیت بوده‌است.
از فیلم‌ها یا برنامه‌های تلویزیونی که وی در آن نقش داشته‌است می‌توان به جونگ میونگ، منشی کیم چشه؟ اشاره کرد.

## زندگی کاری
در سال ۲۰۱۳ و در سن هیجده سالگی، لی تائه‌هوان با بازی رسمی‌اش در مجموعه تلویزیونی کوتاهی به اسم «بعد از مدرسه: خوش شانس یا نه» به همراه اعضای گروه 5urprise، به عنوان بازیگر کار خود را آغاز کرد. نقش بعدی او در فیلم "پادشاه زرنگ دانش آموزی" بود، که در آن نقش یک بازیکن هاکی روی یخ را ایفا کرد. و همچنین نقش نسخه جوانتر لی دوک-وا را در درام دو قسمتی SBS به نام «یک روز فوق العاده در اکتبر» Wonderful Day in October بازی کرد.
در سال ۲۰۱۴، لی در درام شبکه ام‌بی‌سی به نام غرور و تعصب بازی کرد، جایی که نقش یک بازرس و ورزشکار سابق تکواندو را ایفا میکرد.

## زندگی شخصی
در تاریخ ۲۱ ژوئن ۲۰۲۲، نمایندگی لی اعلام کرد که وی در تاریخ ۲۷ ژوئن به‌طور اجباری به خدمت سربازی خواهد رفت، اما محل و زمان آن را اعلام نکرد.

## فیلم شناسی

### فیلم سینمایی
| سال  | عنوان فیلم  | نقش        | مرجع  |
| ---- | ----------- | ---------- | ----- |
| 2016 | Su Saek     | وون-سون    |       |
| 2023 | Mount CHIAK | جونگ ایساک | [ ۷ ] |

### سریال‌های تلویزیونی
| سال       | عنوان                    | نقش              | مرجع   |
| --------- | ------------------------ | ---------------- | ------ |
| ۲۰۱۴      | روزی فوق العاده در اکتبر | لی شین- جای جوان |        |
| ۲۰۱۴      | پادشاه دبیرستان          | اوه ته-سوک       |        |
| ۲۰۱۴      | غرور و تعصب              | کانگ سو          |        |
| ۲۰۱۵      | جونگ میونگ               | گوانگ‌هیگون جوان  | [ ۸ ]  |
| ۲۰۱۶      | برگرد آجوشی              | چوی سئونگ جائه   | [ ۹ ]  |
| ۲۰۱۶      | دابلیو                   | سئو دو یون       |        |
| ۲۰۱۶-۲۰۱۷ | پدر، من مراقبت خواهم بود | هان سونگ جون     |        |
| ۲۰۱۶-۲۰۱۷ | زندگی طلایی من           | سون وو هیوک      |        |
| ۲۰۱۷-۲۰۱۸ | منشی کیم چشه؟            | لی سونگ یئون     | [ ۱۰ ] |
| ۲۰۱۹      | آکادمی کشاورزی           | ها جو سوک        |        |
| ۲۰۲۰      | لمس                      | کانگ دو جین      |        |
| ۲۰۲۰      | دوستان برازنده           | جو کانگ سان      |        |
| ۲۰۲۰-۲۰۲۱ | بازرس مخفی سلطنتی        | سونگ یی بوم      |        |
| ۲۰۲۲      | سی و نه                  | پارک هیون جون    |        |

### سریال های وب
| سال  | عنوان                              | نقش         | مرجع |
| ---- | ---------------------------------- | ----------- | ---- |
| 2013 | بعد از مدرسه: خوش شانس یا بدشانس   | هان جائه هی |      |
| 2014 | بعد از مدرسه: خوش شانس یا بدشانس 2 | هان جائه هی |      |
| 2016 | اسپک آتشین                         | باک وو جین  |      |

### شوهای تلویزیونی
| سال  | عنوان                    | نقش               | جزئیات بیشتر                                                     | منبع   |
| ---- | ------------------------ | ----------------- | ---------------------------------------------------------------- | ------ |
| 2017 | زندگی مشترک در اتاق خالی | جزو گروه بازیگران | با همراهی هان اون-جونگ و پی.او عضو گروه بلاک بی (اپیزود 8 تا 11) | [ ۱۱ ] |

### شوهای وب
| سال  | عنوان                | نقش               | منبع   |
| ---- | -------------------- | ----------------- | ------ |
| 2018 | مردمان عکسی در توکیو | جزو گروه بازیگران | [ ۱۲ ] |

## جوایز و نامزدی ها
| اسم مراسم جایزه       | سال  | عنوان           | نامزدی | نتیجه | منبع   |
| --------------------- | ---- | --------------- | ------ | ----- | ------ |
| جایزه بهترین مدل آسیا | 2011 | بهترین مدل جوان | _      | برنده | [ ۱۳ ] |